# Iglesia de Nuestra Señora del Rosario (Azaila)
La iglesia de Nuestra señora del Rosario de Azaila, en la comarca del Bajo Martín, Teruel, España, es un templo católico situado en la plaza de la Iglesia del mismo núcleo poblacional.
Se trata de un templo de nave única, separada en cuatro crujías por arcos fajones de medio punto que se sustentan en pilastras adheridas a los muros laterales de la misma y que pasan de cuadrado a octógono por medio de pechinas; y cubierta por una bóveda de medio cañón.
En su planta puede destacarse también la presencia de una cabecera, que se cubre con una bóveda de cuarto de esfera y que a ambos lados de la nave única se abren capillas laterales. Además se observa la existencia de coro alto a los pies de la planta.
La iluminación interior se logra gracias a la existencia de lunetos rectangulares a lo largo de la nave única, a los que hay que añadir dos pequeños óculos que se abren en la fachada.
Se puede observar el altar mayor original, que se sitúa en el segundo tramo de la nave, en una capilla que se abre del lado de la epístola entre los contrafuertes. Se trata de una mesa de altar, realizada a base de depositar tres bancos en reducción, cuyos soportes son dos pares de columnillas que se rematan en unos capiteles vegetales con bulbos en las esquinas. Como decoración sobre los extremos el último banco hay dos candelabros realizados en el mismo material constructivo. El sagrario forma parte del conjunto. Se trata de un sagrario a tres alturas con puerta de bronce con iconografías que presentan a dos herbívoros bebiendo agua de un charco alimentado por siete manantiales que brotan de una estructura semejante al altar presidida desde lo alto por una Sagrada Forma cruciforme. El sagrario se remata en un templete a modo de baldaquino, sobre cuatro esbeltas columnas y cubierto por una cúpula hemisférica.
Su fábrica es de mampostería y ladrillo.
La Iglesia presenta además un campanario de cinco cuerpos, de los cuales los tres primeros, empezando por el más bajo son de planta cuadrada, mientras que los dos últimos, superiores se realizan en planta octogonal. Como en el resto del templo está construido en mampostería y ladrillo. Las dos antiguas ventanas de medio punto gemelas, que se abren en el cuerpo inferior, hacen pensar en una construcción anterior, al igual que el uso de los dos materiales, ya que el empleo del ladrillo se inicia al terminar este cuerpo, aunque se reserva únicamente para las esquinas en el segundo y tercer tramo, mientras que en el cuarto y quinto, de planta octogonal el ladrillo es el material único de construcción. En estos últimos tramos se abren alargados vanos de medio punto y óculos, respectivamente.
Respecto a la fachada principal, destaca por su sencillez con una simple portada de medio punto de sillería, sobre la que aparece en primer lugar el escudo del Ducado de Híjar, hecho que refuerza la teoría de que la iglesia se construyó gracias a la aportación económica de los Duques de Híjar; una hornacina flanqueada en forma de templete en la que se instala una imagen de la Virgen con el Niño, posterior a la guerra del 36, ya que durante el conflicto bélico se destruyeron prácticamente todas las imágenes de la iglesia tanto interiores como exteriores, que se encuentra flaqueada por dos óculos, que se situarían en el coro alto.